# Anse des Cayes (Saint-Barthélemy)
L'Anse des Cayes est un quartier de Saint-Barthélemy dans les Caraïbes. Il est situé dans la partie nord-ouest de l'île entre l'Anse des Lézards et Quartier du Roi.

## Histoire
D’après l’inventaire des biens de deux habitants du quartier appelé «  Anse des Lézards », Marie-Rose Pimont, veuve de Jacques « fils » Gréaux, et Joseph Roustan, rédigé en novembre 1788 pour la succession, l'Anse des Cailles fait partie du « Quartier du Roy » avec l'Anse des Lézards.
L’Anse des Cayes est en contre-bas du Quartier du Roi perché sur un petit plateau.